# Monochamus conradti
Monochamus conradti là một loài bọ cánh cứng trong họ Cerambycidae.